# یوت‌واتا (کیبوتص)

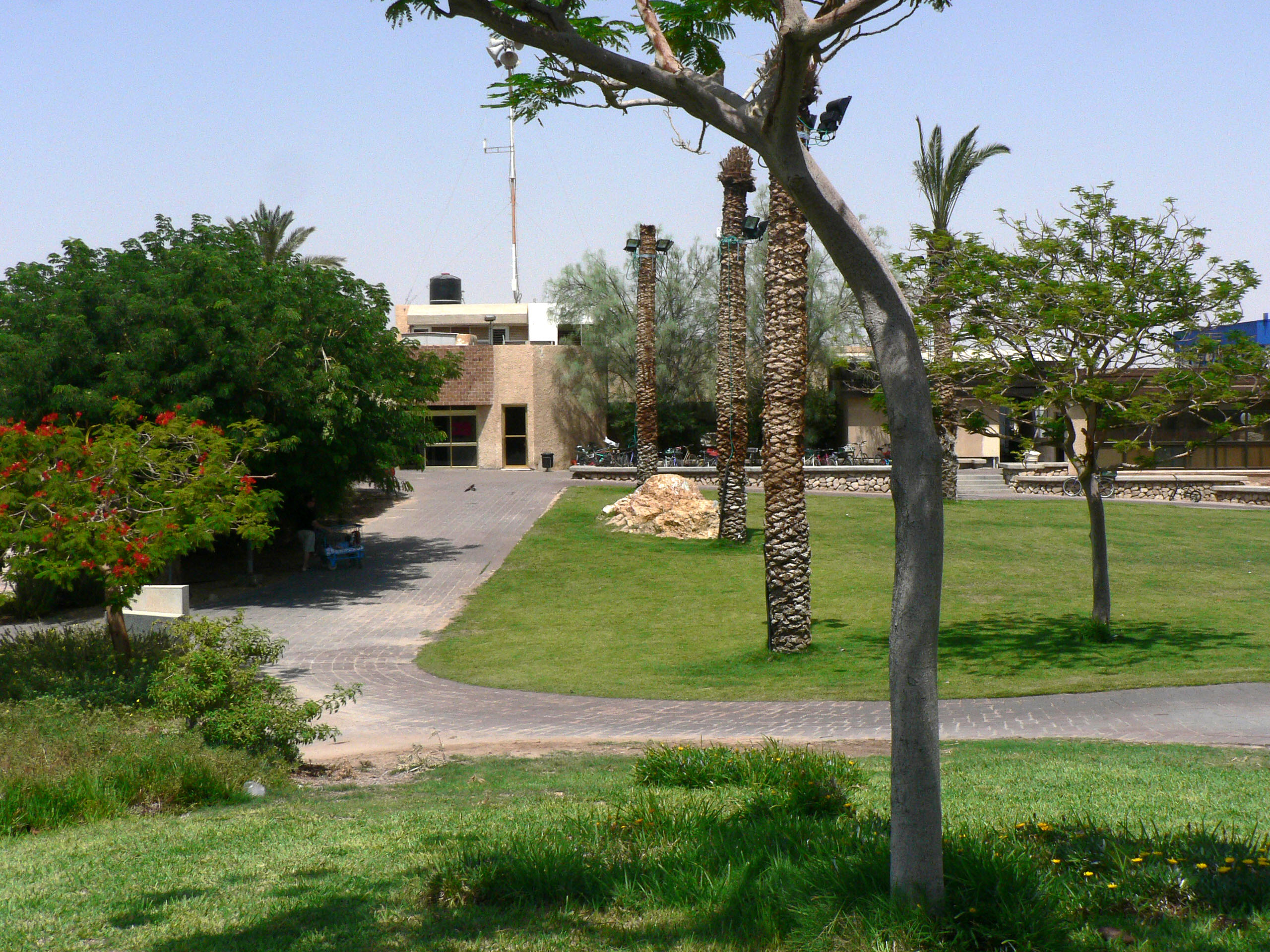
کیبوتص یوت‌واتا.

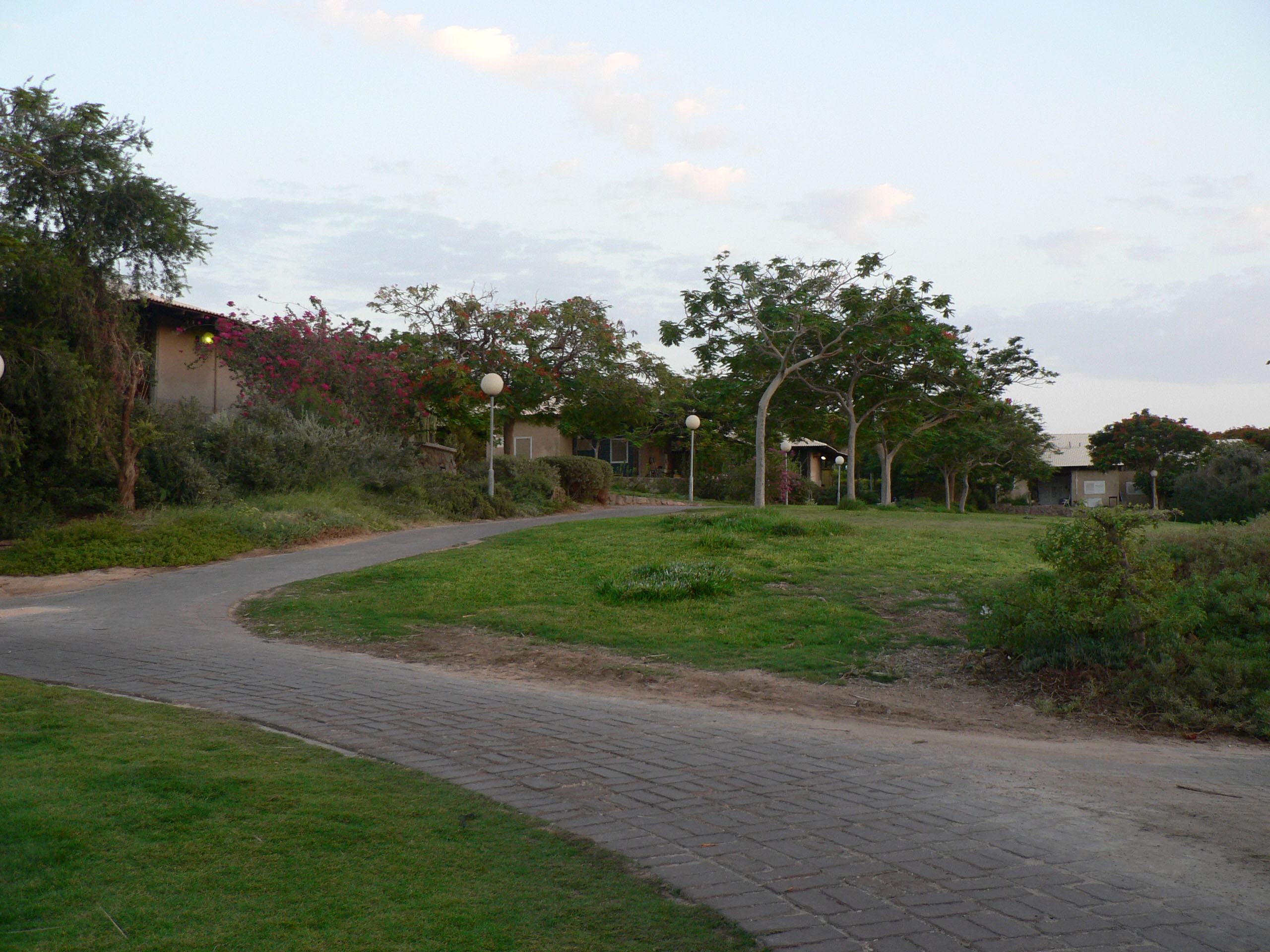
کیبوتص یوت‌واتا.

یوت‌واتا (به عبری: יָטְבָתָה) یک کیبوتص در جنوب صحرای نگب در کشور اسرائیل است.
کیبوتص یوت‌واتا در سال ۱۹۵۷ میلادی، تأسیس شد. این کیبوتص به یاد شهری باستانی در عربه که در سفر تثنیه به آن اشاره شده، نام‌گذاری گشته‌است.
زیست‌گاه حیات وحش یوت‌واتا، در جنوب منطقه عربه، در نزدیکی کیبوتص یوت‌واتا قرار دارد.
در جنوب غربی مکان کنونی کیبوتص یوت‌واتا، بنای مخروبه‌ای از یک قلعهٔ رومی قرار دارد، که در طول حکومت دیوکلسین، امپراتور روم، به منظور محافظت از مسیر تجارت کاروان‌ها، از غارت‌گری بادیه‌نشینان عرب، بناشده بود.